# Spencer Neville
Spencer Neville (* 14. September 1990 in Gladeville) ist ein US-amerikanischer Filmschauspieler.

## Leben
Spencer Neville wurde 1990 in Gladeville in Tennessee geboren.
Von 2014 bis 2016 war er in insgesamt 17 Folgen der Fernsehserie Zeit der Sehnsucht zu sehen. In The Obituary of Tunde Johnson von Ali LeRoi spielte er Soren O’Connor, der mit seinem Freund aus Kindertagen, gespielt von Steven Silver, ein geheimes Liebesverhältnis beginnt. In Roped von Shaun Paul Piccinino spielt er Dylan.

## Filmografie (Auswahl)
- 2014: Helicopter Mom
- 2014–16: Zeit der Sehnsucht (Days of Our Lives, Fernsehserie, 17 Folgen)
- 2016: The Deleted (Fernsehserie, 8 Folgen)
- 2016: Wild for the Night
- 2017: Ozark (Fernsehserie)
- 2019: Good Trouble (Fernsehserie)
- 2019: The Obituary of Tunde Johnson
- 2022: Devotion